# Rovine del castello di Taxenbach
Le rovine del castello di Taxenbach (in tedesco Burgruine Taxenbach) si trovano nell'omonimo comune austriaco nel Distretto di Zell am See appartenente al Land Salisburghese e la loro storia inizia nel XIV secolo.

## Storia

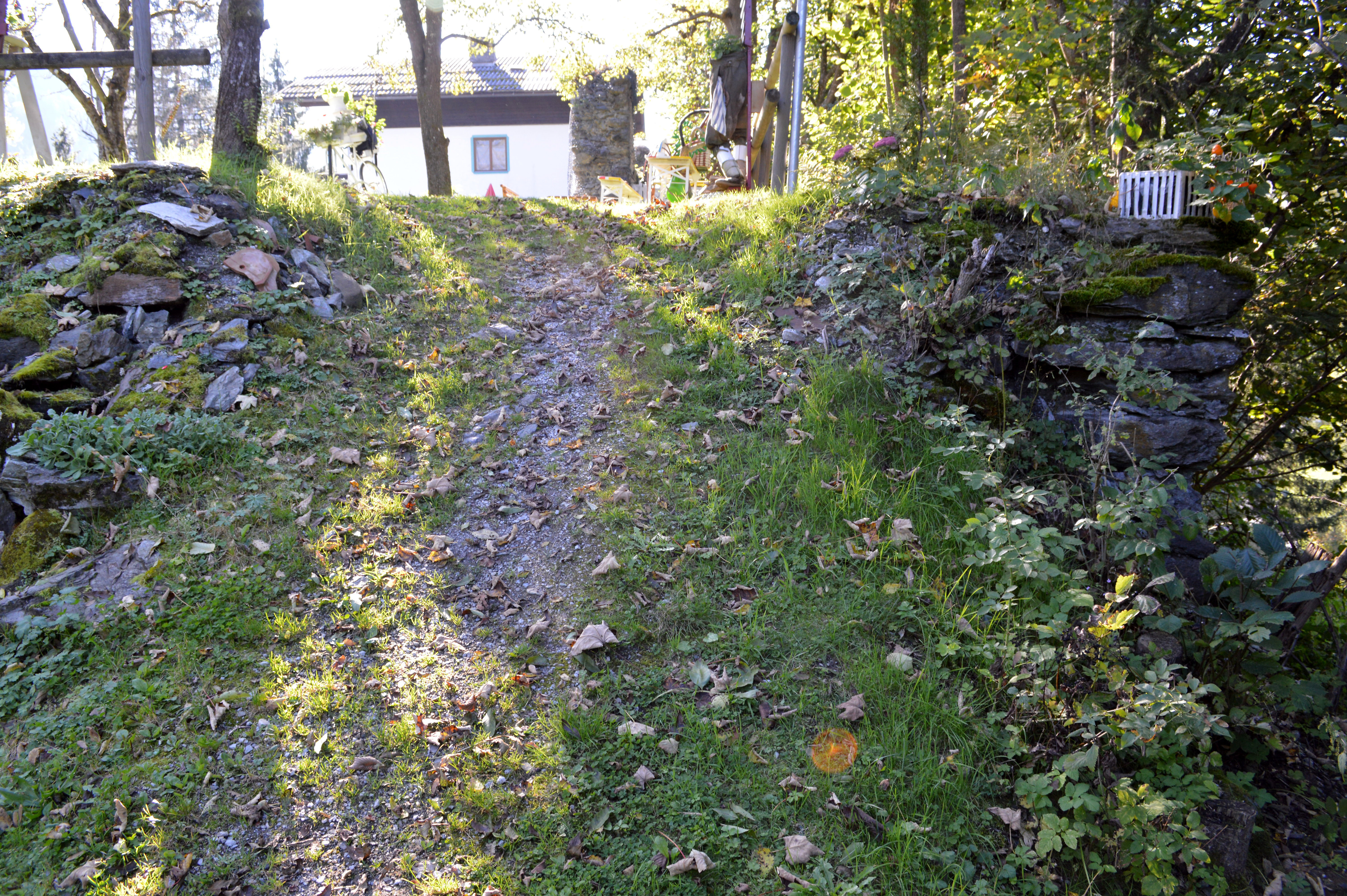
Rovine e, sullo sfondo, i moderni edifici residenziali

Nel Medioevo c'erano otto castelli e residenze signorili a Taxenbach e dintorni ma quasi tutti in siti diversi da quello dove si trovano queste rovine. Il castello di Edtburg potrebbe essere stata la fortificazione più antica sul territorio e probabilmente fu costruito già nel XII secolo. Dalla seconda metà del XIII secolo appartenne ai signori di Goldegg che lo avevano ricevuto come feudo dagli arcivescovi di Salisburgo e che qui avevano stabilito il loro tribunale distrettuale di Taxenbach. Questo maniero venne menzionato per la prima volta in un documento nel 1293 e venne descritto come di proprietà di Otto von Goldegg. Nel 1322 Wulfing von Goldegg si ribellò all'arcivescovo Weikhart nel corso della disputa sul trono tedesco e questo portò ad un conflitto che produsse la distruzione del castello. Wulfing fu costretto in seguito a cedere i diritti feudali alla diocesi e dell'antico castello rimasero solo piccoli resti di mura. L'arcivescovo Federico III von Leibnitz acquisì la corte di Taxenbach un anno dopo la ribellione, nel 1323, e si trovò nella necessità di avere un edificio idoneo come sede del tribunale locale visto che il castello sino ad allora utilizzato era stato distrutto quindi, dopo uno scambio territoriale col parroco di Taxenbach, ottenne il sito allora noto come Dechantshofbühel, adatto per la costruzione di una fortificazione a protezione della città mercato e dei valichi sull'Ache. Dopo la sua costruzione questo nuovo castello, dal 1325 in poi, divenne sede amministrativa del tribunale di custodia. Il cancelliere e i responsabili del tribunale vivevano nel castello, e nella struttura erano presenti anche le carceri.
Durante la guerra dei contadini degli anni 1525 e 1526 questo complesso fu incendiato dagli insorti guidati da Augustin Kolmbichler ma dopo che la rivolta fu sedata i contadini furono condannati a risarcire l'arcidiocesi per ricostruire il castello attraverso un aumento del lavoro forzato. Successivamente il castello venne gravemente danneggiato da un terremoto che colpì il territorio nel 1673 e dal 1690 in poi dovettero essere eseguiti ampi lavori di ristrutturazione. Il castello di Taxenbach rimase sede di tribunale sino a quando questo venne trasferito nella nuova struttura appositamente costruita, il cosiddetto Fronveste, utilizzato sino al 2003. Al momento dell'annessione del Tirolo e di Salisburgo alla Baviera, nel 1812, le autorità finanziarie reali bavaresi vendettero all'asta il vecchio castello. Johann Rathgeb si aggiudicò l'edificio ma poco alla volta questo cadde in stato di degrado. Nel 1872 l'edificio ormai in stato di grave abbandono risultava di proprietà del mastro fabbro Rupert Grabmaier. Nello stesso anno la situazione si aggravò perché un residente nel castello, per negligenza, fece scoppiare un incendio che, oltre a distruggere quasi completamente l'edificio, provocò anche la morte del responsabile. Dopo quel disastro non è mai stato ricostruito. Quando la scuola elementare di Taxenbach fu ampliata, nel 1938, vennero impiegate le pietre delle rovine che così divennero materiale da costruzione. Nel 1962 vicino alle rovine è stato costruito un moderno edificio residenziale e questo ha portato alla perdita quasi completa dell'antico edificio residuo.

## Descrizione

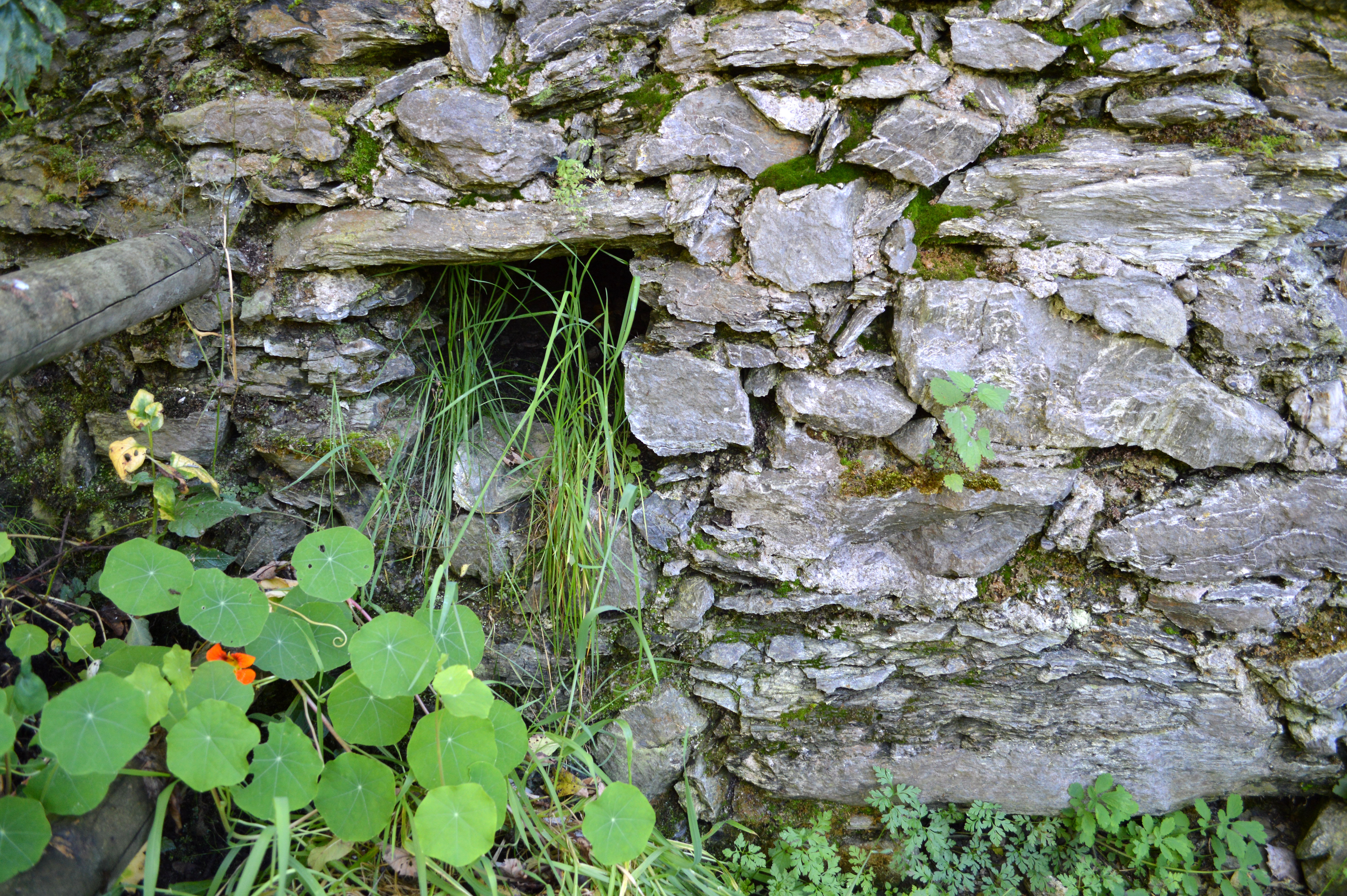
Particolare delle antiche mura di cinta

I resti della struttura si trovano nella parte orientale di Taxenbach, comune austriaco nel Distretto di Zell am See appartenente al Land Salisburghese. Di visibile sono rimaste solo parti dell'antica cinta muraria anche se queste pietre in tempi recenti sono state accuratamente fissate e ripulite dalla vegetazione. L'antico castello appartiene alla città mercato di Taxenbach dal 1995.

### Bene architettonico tutelato
Le rovine del castello di Taxenbach dal 1993 sono state poste sotto tutela dei monumenti da parte della Repubblica austriaca, col numero 76611.